# Paleis van Ardashir
Het Paleis van Ardashir Pāpakan (Perzisch: دژ اردشير پاپکان, Dezh-e Ardashir Pāpakān), ook bekend als de Atash-kadeh, is een kasteel, gelegen op de hellingen van de berg waarop Qal'eh Dokhtar (het paleis van de dochter) is gelegen. Het is gebouwd in 224 door koning Ardashir I van het Sassanidische Rijk. Het ligt twee kilometer ten noorden van de oude stad Gor (stad uit de Perzische Oudheid), vlak bij de stad Firuzabad in de Iraanse provincie Pars.
Het gaat om een rechthoekig complex gebouwd uit op maat gemaakte stenen die met kalkmortel zijn gemetseld. De muren van het paleis zijn 4 m dik. De toegang tot het paleis wordt gevormd door een 18 m hoge iwan. Daarachter bevindt zich een vierkanten zaal, gedecoreerd met Egyptisch lijstwerk. Op bogen in de vier hoeken van de zaal is een achthoek gebouwd en daarop rust een koepel. Deze zaal is geflankeerd door twee kleinere vertrekken, die samen het publieke gedeelte van het paleis vormden. Een kleinere iwan leidde naar een binnenplaats waarrond de privévertrekken van de koning zijn gebouwd. Het paleis werd gebouwd bij een bron die een klein meer voedt.